# Ordine d'onore (Armenia)
L'Ordine d'onore è un'onorificenza dell'Armenia.

## Storia
L'Ordine è stato fondato il 27 luglio 1994 ma i suoi statuti sono stati modificati nel 2010.

## Assegnazione
L'Ordine è assegnato a:
- capi di Stato e di governo stranieri;
- rappresentanti diplomatici di Stati esteri;
- esponenti politici stranieri, leader della comunità economica, culturale e filantropi;
- rappresentanti di organizzazioni internazionali che non sono cittadini della Repubblica di Armenia;
- religiosi stranieri.

Viene conferito per meriti nella tutela degli interessi pubblici e nazionali della Repubblica di Armenia, per meriti speciali nella affermazione di indipendenza, democrazia, a stabilire, rafforzare e sviluppare l'amicizia con la Repubblica di Armenia, così come un contributo significativo al rafforzamento della pace tra i popoli.

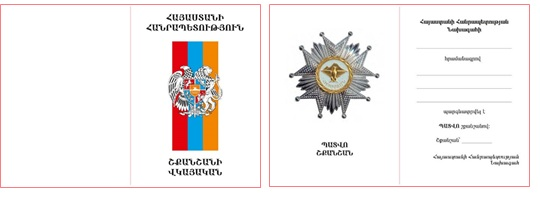
Documento di attestazione

## Insegne
- Il nastro è completamente azzurro.